# Conjugado de partida
Conjugado de partida é o torque ou força de Arranque para a partida de um motor elétrico. Por ter que vencer a inércia do motor parado, esse conjugado de partida é sensivelmente maior do que o valor nominal de conjugado para a velocidade normal do motor.
O conjugado não é constante do movimento da partida até que a velocidade nominal seja alcançada.  Essa variação chama-se curva de conjugado, cujos valores são expressos em porcentagem em relação ao conjugado original, ou seja, com relação ao conjugado na velocidade a plena carga.
Cada motor tem sua própria curva de conjugado.  Essa curva varia com a potência e a velocidade do motor.  Assim, em motores de velocidade e potência iguais, mas de fabricantes diferentes, geralmente a curva do conjugado é diferente.
- Pode ser calculado pela fórmula: 

M = 9,55 . P(W)/n (em newton/metro)

Nessa igualdade, M é o Conjugado (momento); P é a potência; n é a rotação.

P em W. Qual tipo de P?
Mecânica (cv) em W?
Ativa em  (W)?
"Ativa = Aparente x fator de potência"